# Paladin (jeu vidéo)
Pour les articles homonymes, voir Paladin.
Paladin est un jeu vidéo de tactique au tour par tour conçu par Thomas Carbone et Bill Leslie et publié par Omnitrend Software en 1988 sur IBM PC, Amiga et Atari ST. Il est basé sur le même système de jeu que  Breach, des mêmes développeurs, qu’il retranscrit dans un univers médiéval-fantastique. Il est d’ailleurs possible d’importer des personnages de ce dernier dans Paladin . Le joueur y contrôle un groupe d’aventurier incluant le paladin qu’il incarne ainsi que des guerriers, des rangers, des voleurs et des mages. Son objectif est d’accomplir des quêtes afin de faire progresser son paladin. Lors de ces quêtes, il peut être amené à secourir des prisonniers, prendre ou détruire des parchemins, tuer ou capturer un certain nombre d’ennemis,.
Le jeu bénéficie d'une suite, Paladin II, également développée par Omnitrend Software et publié par Impressions Games en 1992.

## Système de jeu
Paladin est un jeu de tactique au tour par tour basé sur le système de jeu de  Breach, qu’il retranscrit dans un univers médiéval-fantastique. Le jeu débute par la création d’un paladin, un personnage disposant d’avantages additionnels, qui constitue l’équivalent des squad leaders de Breach. Il est d’ailleurs possible d’importer ces derniers dans Paladin. Le principal objectif du joueur est de faire progresser un apprenti paladin dans la hiérarchie de son ordre en accomplissant des quêtes. Le jeu propose ainsi une dizaine de quêtes prédéfinies ainsi qu’un éditeur de niveau, qui lui permet de créer ses propres quêtes. Lors de ces quêtes, il peut être amené à secourir des prisonniers, à récupérer des parchemins, à s’enfuir d’une zone ou à tuer un certain pourcentage des ennemis. Pour cela, il est susceptible d’affronter différents types de créatures, dont des dragons, des trolls, des sorciers et des esprits. Pour chaque quête, le personnage du joueur est assisté par un groupe d’aventurier. La composition de ce groupe varie suivant le scénario et peut inclure des guerriers, des rangers, des voleurs et des mages, chacun avec des capacités et des armes spécifiques. Les rangers sont par exemple plus mobiles, sont équipés d’une armure légère et sont limités en matière de magie. Pour faire progresser son paladin, le joueur doit le faire participer activement aux quêtes et utiliser ses compétences afin de les améliorer. S’il survit, ses statistiques sont sauvegardées à la fin de la quête, et récupérées pour la suivante. À terme, le paladin peut obtenir le rang de chevalier, ce qui lui permet de bénéficier d’un entrainement plus poussé et de meilleurs armes et armures, qui lui permettent de tenter sa chance dans des quêtes plus difficiles.
Une fois un scénario lancé, l’écran est divisé en plusieurs parties qui affichent des informations concernant les personnages, une carte tactique et des icônes sur lesquels le joueur peut cliquer pour donner des ordres à ses personnages. Une première série d’icônes permet notamment de ramasser, de déposer ou d’utiliser un objet. Un autre, représentant une épée,  permet d’ordonner à un personnage d’attaquer un ennemi avec une arme, ou avec un sort si le joueur appuie sur la touche shift en même temps qu’il clique sur l’icône. Si le personnage ne dispose pas d’assez de points de mouvement ou n’a pas la capacité de réaliser l’action, un message apparait à l’écran pour expliquer pourquoi il ne peut réaliser l’action.
Au début du scénario, les personnages apparaissent un par un à l’écran. Le joueur peut ensuite les sélectionner l’un après l’autre, jusqu’à avoir utilisé tous leurs points de mouvements et terminé la phase de déplacement. Les combats se déroulent lors de la même phase de jeu, et nécessitent également des points de mouvements. Les personnages ne peuvent se déplacer ou attaquer que dans quatre directions, ce qui exclut les actions réalisés en diagonale.

## Accueil
| Paladin                  |      |        |
| Média                    | Pays | Notes  |
| ACE                      | GB   | 76.1 % |
| Amiga Computing          | GB   | 73 %   |
| Amiga User International | RU   | 26/40  |
| Computer Play            | RU   | 8.5/10 |
| Gen4                     | FR   | 81 %   |
| The Games Machine        | GB   | 81 %   |